# Kim van Kooten
Kim van Kooten (Purmerend, 26 januari 1974) is een Nederlandse actrice en scenariste.

## Biografie
Van Kooten werd geboren in Purmerend en groeide op in Hilversum. Zij is de dochter van Kees van Kooten en Barbara Kits. Haar broer is acteur en zanger Kasper van Kooten.
Ze begon aan een studie scenarioschrijven aan de Filmacademie, maar stopte daarmee al tijdens de propedeuse.
In 1993 speelde zij enkele gastrollen in Keek op de Week, de eerste keer als Gakje in een sketch Stumpers op 28 maart 1993.
Na een toevallige ontmoeting met regisseur Robert Jan Westdijk maakte Van Kooten haar debuut als actrice in diens debuut Zusje (1995). Films als Jezus is een Palestijn (met haar toenmalige vriend Hans Teeuwen), Mariken en Phileine zegt sorry volgden.
Het scenarioschrijven pakte ze weer op toen Theo van Gogh haar vroeg voor Blind date (1996). Ze heeft zich gespecialiseerd in het uitwerken van karakters en levensechte dialogen. Ook heeft ze het theaterstuk Absent Friends (1974) van Alan Ayckbourn vertaald voor het Nationale Toneel in Verre vrienden (2010).
Naast haar werk als actrice en scenariste, was Van Kooten actief als recensente bij en presentatrice van het filmprogramma Stardust van de VPRO.
Ze is getrouwd met de acteur Jacob Derwig, met wie ze een zoon, Roman, en een dochter heeft. Van Kooten en Derwig leerden elkaar in 2001 kennen op de set van de televisieserie De acteurs, waarin telkens wisselende acteurs door Van Kooten geschreven teksten speelden.

## Filmografie

### Als actrice
- 1995: Daantje Zuidewind in Zusje
- 1996: Red Rain
- 1998: Elena in Een hoertje en haar broertje
- 1999: Natasja in Jezus is een Palestijn
- 2000: Isabella in Mariken
- 2001: Leentje (stem) in Minoes
- 2001: Olivetti 82
- 2002: Snapshots
- 2002: Monique in Bella Bettien
- 2003: Phileine in Phileine zegt sorry
- 2006: Evelien in Evelien (televisieserie)
- 2010: Karen in In therapie
- 2010: moeder van Cornelis Vreeswijk in Cornelis
- 2010: Nathalie in Loft
- 2011: Manager Ellen in Zie ze vliegen
- 2011: Moeder Vriends in Dolfje Weerwolfje
- 2012: Quiz
- 2012: Caroline in Black Out
- 2012: ziekenhuiszuster in Alles is familie
- 2013: Babette in Het diner
- 2013: Lucy Wilde (stem) in Verschrikkelijke Ikke 2
- 2014–2020: Machteld Augustinus-Elvink in Hollands Hoop
- 2014: Masha in Onder het hart
- 2015: Brechtje de stuurvrouw in Missie Aarde
- 2016: Monkey (stem) in Kubo and the Two Strings
- 2017: Lucy Wilde (stem) in Despicable Me 3
- 2018: Dr. Olivia "Liv" Octavius / Doc Ock	(stem) in Spider-Man: Into the Spider-Verse
- 2019: Abominable (stem)
- 2021: schrijfster Amanda Richter in De Zitting (televisiefilm)
- 2021: Juliette in Maud & Babs (televisieserie)
- 2022: Inez in De verschrikkelijke jaren 80 (televisieserie)
- 2023: Ella in Dag & Nacht (televisieserie)
- 2024: Lucy Wilde (stem) in Verschrikkelijke Ikke 4
- 2025: Ella in Dag & Nacht (televisieserie)

### Als scenarioschrijfster
- 1994: Nighthawks
- 1996: Blind Date (dialogen)
- 2000: Mariken (met rol voor broer Kasper van Kooten)
- 2001: Met grote blijdschap
- 2001: De acteurs (tv-serie)
- 2002/2003: Na de zomer (musical, samen met liedjesschrijver Niek Barendsen)
- 2007: Alles is Liefde
- 2012: Alles is familie
- 2022: De verschrikkelijke jaren tachtig
- 2023: Dag en Nacht (televisieserie)
- 2025: Dag en Nacht (televisieserie)

### Als boekenschrijfster
Speciaal voor de Sinterklaasactie van Douwe Egberts schreef ze in 2007 een Sinterklaasboek.
- 2007: Pom Ti Dom
- 2015: Lieveling
- 2019: Pom Ti Dom en de Prins op het mottige paard

## Prijzen
- 2001: Gouden Kalf voor Beste scenario (Met grote blijdschap)
- 2003: Gouden Kalf voor Beste actrice (Phileine zegt sorry)
- 2015: Gouden Notekraker (televisie) voor haar rol in Hollands Hoop